# Eclissi solare

Schema di un'eclissi totale di Sole

Un'eclissi solare (o eclissi di Sole) è un tipo di eclissi, ovvero un fenomeno ottico-astronomico, abitualmente associato al sistema "Sole-Terra-Luna", caratterizzato dall'oscuramento di tutto o di una parte del disco solare da parte della Luna, visto dalla Terra.
Si tratta di un evento piuttosto raro poiché, anche se dovesse verificarsi a ogni novilunio, Sole, Luna e Terra dovrebbero anche essere perfettamente allineati tra piano equatoriale celeste e piano dell'eclittica: per la meccanica celeste ciò accade sporadicamente, ovvero quando la Luna, la cui orbita è inclinata di circa cinque gradi rispetto all'eclittica, interseca quest'ultima in un punto detto "nodo". In novilunio, se la Luna si trova tra il Sole e la Terra  nell'ipotetica intersezione dei due piani, detta "asse nodale" o "linea dei nodi", allora essa proietta la sua ombra su una porzione della superficie terrestre, dalla quale si assisterà così ad un'eclissi solare. Se invece il nodo si trova dalla parte opposta, si assisterà ad un'eclissi lunare, questa volta in plenilunio.

## Tipi di eclissi solari
Quando Sole-Terra-Luna sono perfettamente allineati, la Luna proietta un preciso e ristretto cono d'ombra sulla superficie terrestre dell'emisfero esposto al Sole lungo una ristretta fascia geografica terrestre, mentre nelle aree circostanti l'ombra della Luna sarà molto più estesa e, tuttavia, più debole e solo parziale, in quello che viene comunemente detto "cono di penombra". È questo il caso generico di una eclissi solare, che viene comunemente chiamata centrale.

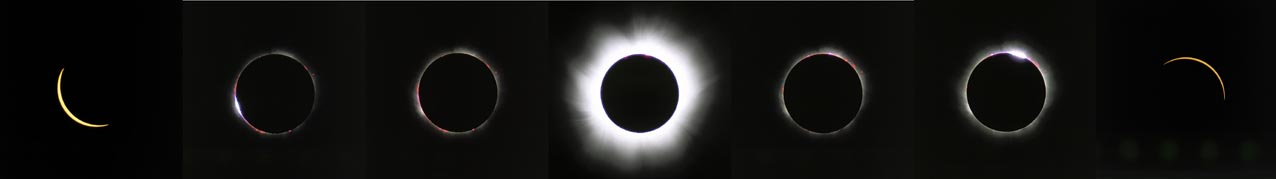
Sequenza dell'eclissi solare totale del 1999, vista in Francia

Esistono infatti, delle eclissi per le quali i tre astri non sono perfettamente allineati, pertanto soltanto una piccola fetta dell'emisfero terrestre viene oscurata, e sempre e soltanto dal cono di penombra, dando così origine solo a delle eclissi sempre parziali per tutti i punti di osservazione terrestri. Ne consegue che le eclissi "non centrali" non sono di particolare interesse.
Le eclissi solari centrali invece sono molto studiate, e si suddividono, a loro volta, in: eclissi solare totale, eclissi solare anulare, eclissi solare ibrida.

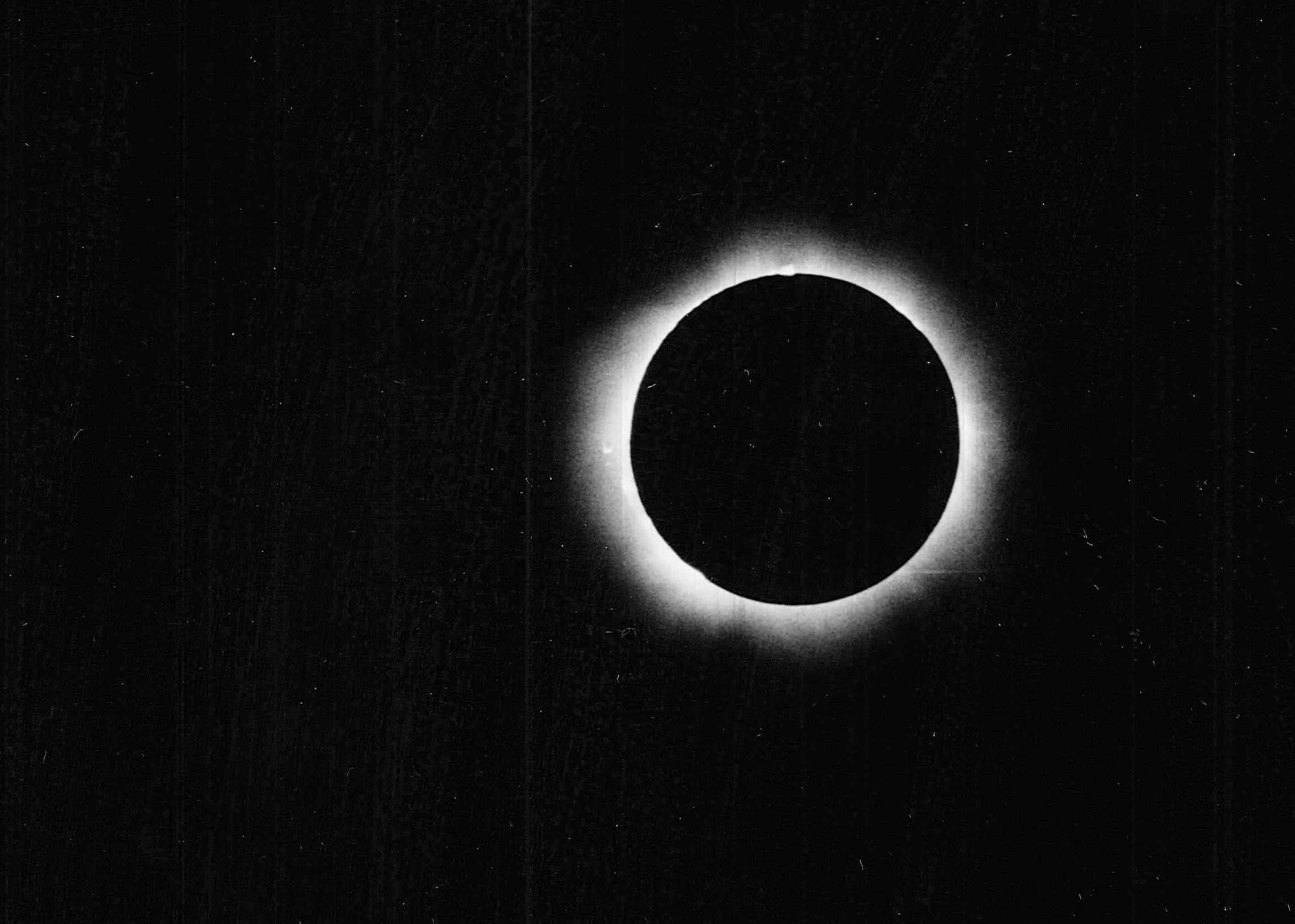
Eclissi del 1999 vista da Salisburgo (Austria)

### Eclissi solare totale
È il tipo di fenomeno più studiato e più conosciuto nel campo delle osservazioni astronomiche, in quanto, durante la fase centrale, è possibile studiare con facilità la cosiddetta corona solare. Il fenomeno si verifica soltanto se la Luna è ad una distanza dalla Terra tale da farla apparire di diametro angolare lievemente maggiore di quello del Sole. Se ciò non dovesse realizzarsi, ovvero la Luna mostrasse un diametro angolare apparente minore di quello del Sole, si osserverà un suggestivo anello luminoso, tuttavia non apprezzabile per l'osservazione della corona solare (eclissi solare centrale di tipo anulare).
In una eclissi solare centrale totale, la Luna proietta sulla Terra un lungo percorso di oscuramento, detto percorso del già citato "cono d'ombra", anche detto  "corridoio d'ombra", "fascia di totalità" o "percorso della totalità" e che, tuttavia, colpisce soltanto una strettissima porzione terrestre, lungo tutto il percorso dell'eclissi e, tuttavia, largo in media circa appena un centinaio di chilometri. Soltanto in quelle aree geografiche, previo anche un bel tempo meteo, l'osservatore terrestre può ammirare significativamente il fenomeno della totalità, questa volta ad occhio nudo. La luminosità del cielo diminuisce in pochi secondi, quasi come se fosse notte, per poi riapparire, sempre repentinamente, dopo pochi minuti. Esiste infatti una scala di luminosità detta magnitudine di eclissi, per la quale sopra 1,0-1,50 l'eclissi è definito come "totale". Le fasi del fenomeno di un'eclissi solare totale sono quindi:
- Primo contatto esterno: il profilo vero della Luna è tangente esternamente al bordo del Sole.
- Primo contatto interno: il profilo vero lunare è tangente internamente a quello solare; inizia la totalità.
- Totalità: è chiamata anche fase massima o di massimo oscuramento della luce del Sole.
- Secondo contatto interno: termina la totalità.
- Secondo contatto esterno: il profilo vero lunare è tangente esternamente al disco del Sole; termine dell'eclissi.

#### Eclissi solare parziale
Sia prima e dopo la fase della totalità, e nelle aree geografiche non all'interno del cono d'ombra, in particolare nelle aree geografiche del "cono di penombra", l'eclissi sarà solo parziale, di durate di tempo del fenomeno molto maggiore e visibile da aree più estese, un fenomeno comunque sempre apprezzabile (con appositi occhiali di protezione), e tuttavia non suggestivo come quello totale.
In una eclissi solare parziale, infatti, si hanno solo tre fasi:
- Primo contatto esterno: la Luna entra nel disco solare.
- Culmine: la Luna ha raggiunto il massimo dell'eclissi il quale può essere considerato come la minima distanza angolare fra i due corpi visti da un osservatore sulla Terra.
- Secondo contatto esterno: la Luna esce dal disco solare.

### Eclissi solare anulare

Animazione dell'eclissi anulare del 3 ottobre 2005 vista da Medina del Campo

Poiché l'orbita della Luna è leggermente ellittica, la distanza della Luna dalla Terra non è costante, e quindi l'eclissi non è sempre totale. Nell'eclissi anulare, la Luna è nel punto più lontano della sua orbita (apogeo) e il cono d'ombra non giunge fino alla superficie terrestre: ciò si verifica in quanto il diametro angolare del disco della Luna si mantiene minore di quello solare. Quindi durante un'eclissi anulare è come se del Sole ne fosse rimasto un anello luminoso durante la fase centrale, e quindi la Luna è troppo lontana dalla superficie terrestre per occultare completamente il disco solare (vedi l'animazione a fianco).
Anche l'eclissi solare anulare, sebbene sia meno suggestiva, prevede un percorso del cono d'ombra simile a quello della totale, pertanto, in quelle ristrette aree geografiche terrestri, si vedrà una cosiddetta eclissi solare totale anulare. Per tutte le aree geografiche fuori dal cono d'ombra, ma dentro il cosiddetto cono di penombra e per tutto il tempo che precede e segue all'orario del culmine dell'eclissi di quel determinato giorno, si avrà invece un comune eclissi solare parziale.

### Eclissi solare ibrida
L'eclissi ibrida è un fenomeno abbastanza raro: si verifica quando la risultante tra l'orbita lunare e la rotazione terrestre fanno sì che il diametro angolare apparente della Luna sia appena sufficiente a coprire totalmente il disco del Sole al culmine dell'eclissi. Le zone della Terra poste lungo la congiungente Sole - Luna vedono l'eclissi come totale. Prima e dopo la fase massima (detta anche di massimo oscuramento), se il cono d'ombra lunare si sposta su parte della superficie terrestre più lontana dalla Luna – a motivo della curvatura della superficie del nostro pianeta – la Luna apparirà all'osservatore, di conseguenza, più piccola e quindi incapace di coprire l'intero disco solare. Il vertice del cono d'ombra non riuscirà più a sfiorare il suolo, ma rimarrà "sospeso" in aria, e in tale caso l'eclissi apparirà anulare.
L'immagine dell'eclissi solare ibrida del 6 maggio 2005, non visibile dall'Europa mostra un esempio di eclissi solare ibrida: a sinistra la totalità e a destra l'anularità prima e dopo la totalità. La successiva eclissi ibrida del 3 novembre 2013 è stata visibile dall'Italia, ma trascurabile per la bassa magnitudine.

## Eclissi solari nel mondo dal 2016 al 2025
| Data             | Tipo di eclisse  | Magnitudine | UTC      | Durata | Luoghi di visibilità                                                                                   |
| ---------------- | ---------------- | ----------- | -------- | ------ | --- |
| 9 marzo 2016     | Totale           | 1,045       | 01:58:19 | 04m09s | Indonesia e Micronesia (totale); Asia orientale, Alaska, Australia settentrionale (parziale)           |
| 1 settembre 2016 | Anulare          | 0,974       | 09:08:02 | 03m06s | Africa, Oceano Indiano                                                                                 |
| 26 febbraio 2017 | Anulare          | 0,992       | 14:54:33 | 00m44s | Cile e Argentina (anulare), Sudafrica, Sudamerica e Antartide (parziale)                               |
| 21 agosto 2017   | Totale           | 1,031       | 18:26:40 | 02m40s | Nordamerica (totale); Sudamerica, Europa occidentale e Africa (parziale)                               |
| 15 febbraio 2018 | Parziale         | 0,599       | 20:52:33 | –      | Antartide, Sudamerica                                                                                  |
| 13 luglio 2018   | Parziale         | 0,337       | 03:02:16 | –      | Australia meridionale                                                                                  |
| 11 agosto 2018   | Parziale         | 0,737       | 09:47:28 | –      | Nordeuropa, Asia settentrionale, Canada orientale                                                      |
| 6 gennaio 2019   | Parziale         | 0,715       | 01:42:38 | –      | Asia nordorientale, Alaska                                                                             |
| 2 luglio 2019    | Totale           | 1,046       | 19:24:07 | 04m33s | Argentina e Cile (totale); Sudamerica, America Centrale e Polinesia (parziale)                         |
| 26 dicembre 2019 | Anulare          | 0,970       | 05:18:53 | 03m40s | Asia, Australia                                                                                        |
| 21 giugno 2020   | Anulare          | 0,994       | 06:41:15 | 00m38s | Africa, Asia, Europa sudorientale                                                                      |
| 14 dicembre 2020 | Totale           | 1,025       | 16:14:39 | 02m10s | Argentina, Cile e Kiribati (totale); America centrale e meridionale, Africa sud-occidentale (parziale) |
| 10 giugno 2021   | Anulare          | 0,943       | 10:43:07 | 03m40s | Canada settentrionale, Groenlandia, Russia                                                             |
| 4 dicembre 2021  | Totale           | 1,037       | 07:34:38 | 01m54s | Antartide                                                                                              |
| 30 aprile 2022   | Parziale         | 0,640       | 20:42:36 | 01m54s | Sudafrica, Oceano Pacifico                                                                             |
| 25 ottobre 2022  | Parziale         | 0,862       | 11:01:20 | 01m16s | Europa, Africa, Asia                                                                                   |
| 20 aprile 2023   | Ibrido           | 1,013       | 04:17:56 | 01m54s | Indonesia, Australia, Papua Nuova Guinea; Filippine, sud-est asiatico (parziale)                       |
| 14 ottobre 2023  | Anulare          | 0,952       | 18:00:41 | 05m17s | USA, America centrale, Colombia, Brasile                                                               |
| 8 aprile 2024    | Totale           | 1,057       | 18:18:29 | 04m28s | USA, Messico, Canada                                                                                   |
| 2 ottobre 2024   | Anulare centrale | 0,933       | 18:46:13 | 07m25s | Pacifico, Estremo Sud America                                                                          |
| 29 marzo 2025    | Parziale         | 0,855       | 10:48:36 | -      | Groenlandia, Islanda, Europa, Africa (parziale)                                                        |

## Le eclissi solari visibili dall'Italia

### Passate visibili dall'Italia

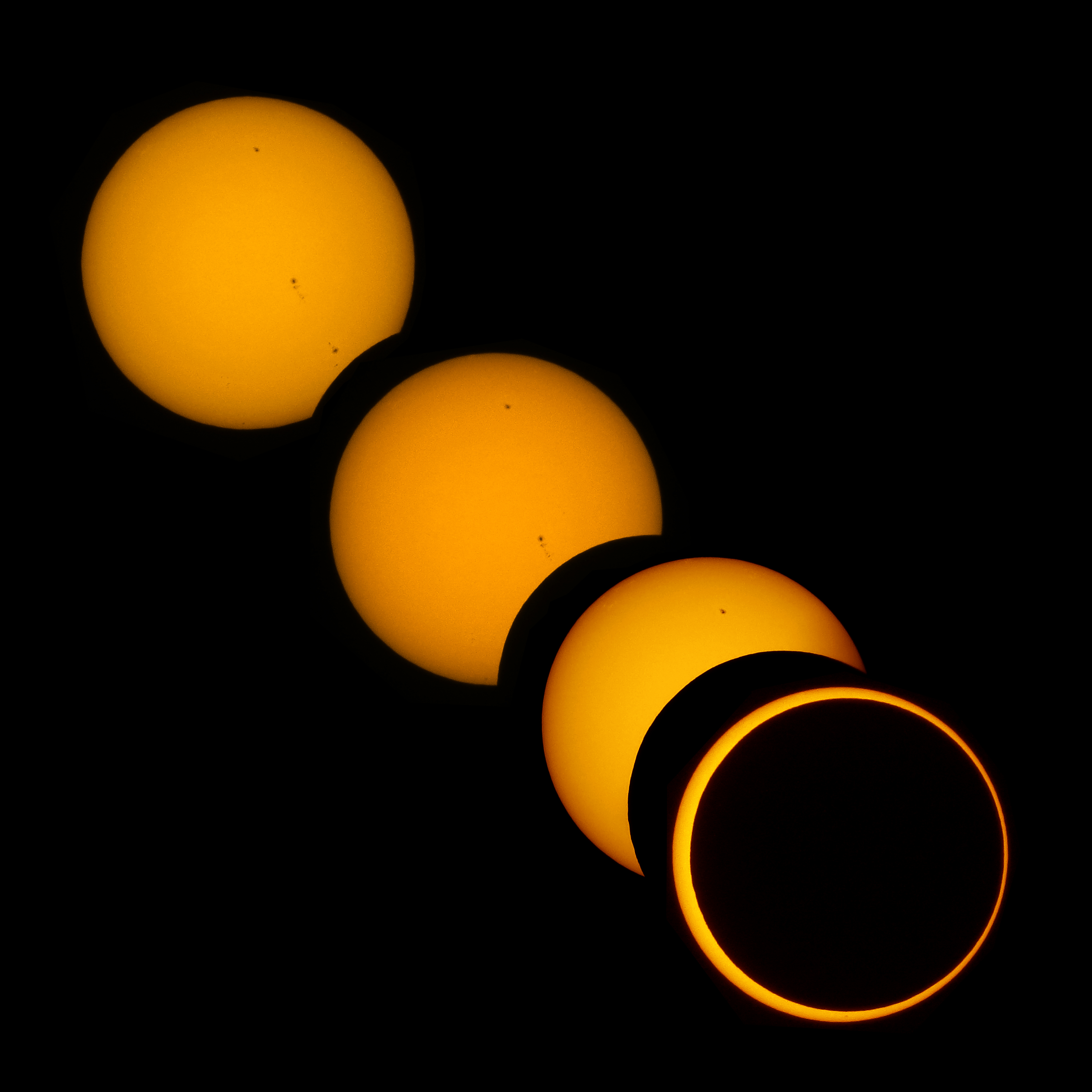
Eclissi solare del 20 maggio 2012

L'ultima eclissi solare totale avvenuta nel XX secolo pienamente visibile in territorio italiano, fu quella del 15 febbraio 1961, dove il cono d'ombra della totalità fu apprezzabile in parte di Piemonte, Liguria, Toscana, Lazio, Marche.
Da allora, in Italia furono viste soltanto eclissi di tipo parziale, delle quali le più apprezzabili furono quelle del 20 maggio 1966, 25 febbraio 1971, 15 dicembre 1982, 4 dicembre 1983, 30 maggio 1984, 12 ottobre 1996, 11 agosto 1999, 3 ottobre 2005, 29 marzo 2006, 4 gennaio 2011, 3 novembre 2013, 20 marzo 2015, 25 ottobre 2022, sebbene le più importanti, come percentuale di oscurità del disco solare, furono quelle del 1999 e 2005.

### Future visibili dall'Italia
- 5 novembre 2059, dove il cono d'ombra (eclisse anulare centrale) attraversa Sicilia e Sardegna
- 13 luglio 2075, dove il cono d'ombra (eclisse anulare centrale: il sole sorge già quasi completamente oscurato, la "totalità" avviene circa un'ora dopo l'alba) attraversa la fascia Toscana-Emilia-Veneto
- 3 settembre 2081, dove il cono d'ombra attraverserà Francia, Austria, parte di Trentino-Alto Adige e Friuli-Venezia Giulia e l'intera Penisola Balcanica;
- 27 febbraio 2082 (eclisse anulare centrale) il cono d'ombra attraverserà Portogallo, Spagna, Francia e il Nord Italia, poco prima del tramonto.
- 21 aprile 2088, visibile come totale dalle Isole di Isola di Lampedusa, Isola di Linosa, e dal sud della Sicilia.
- 01 aprile 2136, visibile da Sardegna, Lazio, Campania, e Puglia[5]
- 26 agosto 2147, (eclisse anulare centrale), visibile da Sicilia e Calabria.[6]
- 14 giugno 2151, visibile da Trentino-Alto Adige, Friuli-Venezia Giulia e Veneto.[7]
- 05 agosto 2157 (eclisse anulare centrale), visibile dal centro Italia, poco dopo all'alba[8]
- 04 giugno 2160, visibile da una piccola zona della Sardegna, isole Ponziane, e Calabria.
- 17 novembre 2180, il cono d'ombra passerà sopra le Isole di Lampedusa e Linosa.[9]
- 6 luglio 2187, dove il cono d'ombra taglierà in due Lazio e Toscana;[10]
- 8 novembre 2189, il cono d'ombra sarà parallelo allo stivale italiano, intersecando Corsica e Sicilia;[11]
- 27 settembre 2220, visibile da Sardegna, Lazio, Campania, e Calabria.
- 16 maggio 2227, il cono d'ombra taglierà nuovamente in due la Toscana.
- 21 dicembre 2234, visibile dalla zona più meridionale della Sicilia.
- 6 maggio 2236, visibile da Sicilia, Basilicata, e Puglia.
- 15 marzo 2249, visibile all'alba dalla Puglia[12]
- 13 gennaio 2298, il cono d'ombra attraverserà Sicilia, Calabria e Puglia.
- 28 giugno 2299, dove il cono d'ombra lunare passerà sopra il centro e sud Italia.

## Accuratezza dei calcoli delle eclissi solari

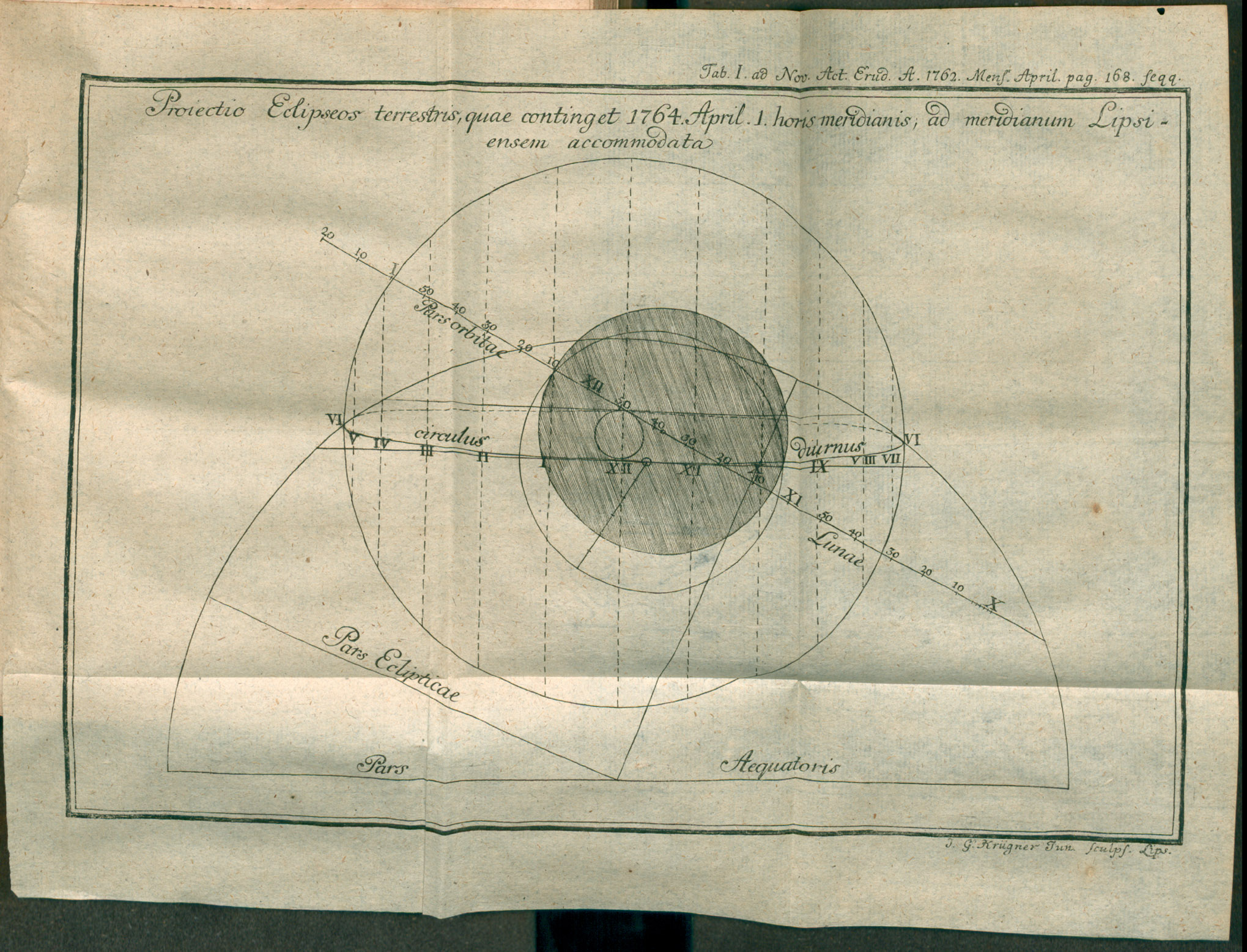
Tavola illustrata pubblicata negli Acta Eruditorum del 1762 con l'articolo De Magna eclipsi solari, quae continget anno 1764

Anticamente, si usava il cosiddetto "ciclo di Saros", che indicava una certa periodicità delle eclissi. Il periodo tuttavia, non bastava a indicare l'esatto percorso del cono d'ombra sulla Terra, ovvero i precisi luoghi geografici dove avviene il fenomeno apprezzabile della totalità. Occorre, in questo caso, analizzare anche le condizioni al contorno, che contraddistinguono le previsioni professionali, vale a dire condotte con metodi rigorosi di calcolo.
Fino a tempi recenti, alcuni calcoli matematici sull'esatto percorso dell'eclissi solari sono spesso oggetto di dibattito. Un errore di calcolo ad esempio, fu imputato sulla previsione del passaggio del futuro estremo bordo del cono d'ombra che, nel 2081, lambirà la città di Trieste, latitudine 45,668° Nord, dove l'errore trae verosimilmente origine da un opuscoletto Archiviato il 6 maggio 2015 in Internet Archive. redatto dal professore Ettore Leonida Martin, matematico, ed ex direttore dell'Osservatorio astronomico di Trieste. Tale contributo al calcolo di previsione fu compilato sulla base di Canoni ottocenteschi (vale a dire una raccolta di tabelle numeriche precompilate con annessi grafici), i quali, a loro volta si rifacevano, per i movimenti della Luna e del Sole, alle coeve teorie.
Col trascorrere del tempo, le successive generazioni di astronomi, incorsero in un verosimile errore di valutazione e cioè, anteposto il prestigio dell'autore, ritennero tacitamente che non fosse più né necessario e né conveniente ritornare sui calcoli del matematico Martin, oltre tutto così faticosi a eseguirsi in un'epoca che non conosceva i computer ma solo Canoni ed enormi tavole dei logaritmi a 9 e più decimali. Con queste premesse gli astronomi ritennero che i risultati dei calcoli fossero privi di apprezzabili errori mentre, invece, avrebbero dovuto essere ripetuti: infatti, nel frattempo, erano progressivamente migliorate le teorie dei movimenti lunari e solari.
Una coppia di studiosi ha indagato di recente sugli errori di datazione cronologica di remote eclissi solari da imputarsi alla imperfetta o approssimativa conoscenza del valore del ΔT inteso come differenza fra il tempo dinamico terrestre e il tempo universale esaminando, nel loro lavoro, la celebre pubblicazione Canon der Finsternisse. Theodor von Oppolzer, nella sua opera Canon der Finsternisse prende in esame quasi tutte le eclissi lunari e solari dal 1207 a.C. al 2163 d.C. Sempre Oppolzer preparò una serie di carte in proiezione polare mostranti la linea della centralità delle eclissi anulari e totali visibili fra il Polo Nord e il parallelo a 20° di latitudine sud. Le eclissi solari previste dai Canon ammontano a circa 5.000: una così ampia mole di lavoro, precisano i due ricercatori, fu compiuta da Oppolzer ricorrendo a semplificazioni. Per esempio per tracciare ogni singola linea centrale della fase massima, egli calcolò solo tre posizioni sulla superficie terrestre: al sorgere, alla culminazione e al tramonto del Sole e senza tenere conto della rifrazione atmosferica. Questi tre punti venivano poi raccordati con una linea curva posizionata sulle rispettive carte di previsioni. Per stabilire il grado di confidenza dei valori presentati nel Canon der Finsternisse, gli studiosi presero come riferimento un recente lavoro di un gruppo di matematici, ovvero confrontando i tabulati di Oppolzer con quelli ottenuti per mezzo del computer ed anche con quelli pubblicati annualmente dal The Astronomical Almanac. La ricerca evidenziò che le posizioni dell'alba e del tramonto erano spostate di circa 0,3° sia in latitudine che in longitudine, mentre le posizioni geografiche che vedono il Sole al culmine sono tipicamente spostate di circa 0,4°, sempre in entrambe le coordinate. La coppia di ricercatori dedusse che se le incertezze di posizionamento geografico sono nell'ordine di quei valori angolari indicati (0,3°-0,4°) allora le Carte di Oppolzer riportanti il tracciato della centralità, sono adeguate per la maggioranza degli scopi.
I due ricercatori altresì evidenziarono che gli errori di posizione a metà mattino o a metà pomeriggio sono spesso molto grandi. La posizione della linea centrale devierebbe dalla sua vera posizione di almeno 500 km e occasionalmente supera i 1000 km. I ricercatori conclusero affermando che le carte di Oppolzer forniscono una stima estremamente "grezza" del percorso della totalità, perfino nelle moderne eclissi solari. Poiché lo scopo della ricerca verteva sul reperimento di cronache di antiche osservazioni (medioevali e più remote ancora), i due studiosi trovarono che nel lavoro di Oppolzer fu da lui introdotta una errata scelta dei parametri orbitali della Luna, così da produrre uno spostamento della longitudine della Luna, spesso eccedente i 5°, al sorgere, alla culminazione e al tramonto, mentre la corrispondente latitudine lunare è errata di circa 1°.
Gli studiosi terminarono l'esame dei Canon der Finsternisse con questi termini: In summary, Oppolzer's canon is of severely limited usefulness for the investigation of both modern and ancient/medieval solar eclipses. In definitiva il Canone di Oppolzer è di una utilità enormemente limitata tanto per l'indagine di moderne quanto di antiche e medioevali eclissi solari.
Oggigiorno, gli studiosi possono facilmente disporre di alcuni precisi programmi capaci di calcolare con grande accuratezza, sia gli speciali tabulati numerici di cui si è detto sopra e sia di disegnare le relative carte di previsione. Queste ultime, sono semplicemente dei planisferi con sovrapposte alcune curve che rappresentano i limiti geografici nord e sud della fascia di totalità e la sua linea di centralità al suolo. Tali curve sono ottenibili anche per le eclissi parziali.

## Occultazioni e transiti
Dal pianeta Terra sono osservabili delle eclissi di corpi celesti rispetto ad altri oltre il sistema Sole-Terra-Luna. Tuttavia, in questi casi è preferibile il termine occultazione, ad esempio della Luna rispetto a stelle o pianeti. Inoltre si hanno i cosiddetti transiti, visibili sia dalla Terra, durante i quali si possono vedere Mercurio e Venere passare davanti al Sole, che su Marte potendo essere eclissato da Phobos e Deimos.

## Galleria d'immagini

Simulazione dell'eclissi totale dell'11 agosto 1999
- Totalità dell'eclissi del 1999
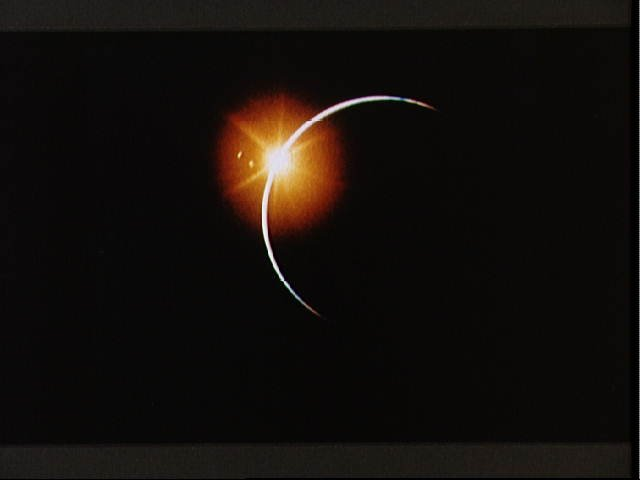
Eclissi osservata dallo spazio durante la missione Apollo 12, in cui è la Terra a coprire il Sole